# ダイヤルパルス
ダイヤルパルス（dial pulse, DP）は、アナログ電話回線において、接と断により端末設備（電話機）から電話交換機へ送出する選択信号の名称である。トーンダイヤルに対比して用いられる場合は、ダイヤルパルスに対応した回線種別を指すことが多い。
信号方式には10パルス毎秒方式（10pps）と20パルス毎秒方式（20pps）がある。
ダイヤルパルス式電話機は、代表的には後述する回転ダイヤル式電話機であるが、押しボタン式電話機の中にもダイヤルパルスを発出できるもの（アウトパルス方式）がある。

## 用語
- ダイヤル回線 - 日本のNTTの用語でトーンダイヤルに対応していない電話回線。
- パルス - 回線の接（メーク）と断（ブレーク）により送出される信号。
- パルス列 - パルスを複数個連続して送る信号。ブレークの回数が数字を意味し（但し0は10回）、続くポーズによって数字1個の送信が終わる。
- メーク率 - 1回のパルスを構成するメークとブレークを合わせた時間のうち、メークの占める時間の割合=メーク時間÷（メーク時間+ブレーク時間）。
- ミニマムポーズ - 隣接するパルス列を識別する為に規定された最小の休止時間（=数字と数字の間の区切り時間）。

## 条件
| ダイヤルパルスの種類 | ダイヤルパルス速度 | メーク率       | ミニマムポーズ |
| -------------------- | ------------------ | -------------- | -------------- |
| 10パルス毎秒方式     | 10±1.0/s           | 30%以上42%以下 | 600ms以上      |
| 20パルス毎秒方式     | 20±1.6/s           | 30%以上36%以下 | 450ms以上      |

## 回転ダイヤル式電話機

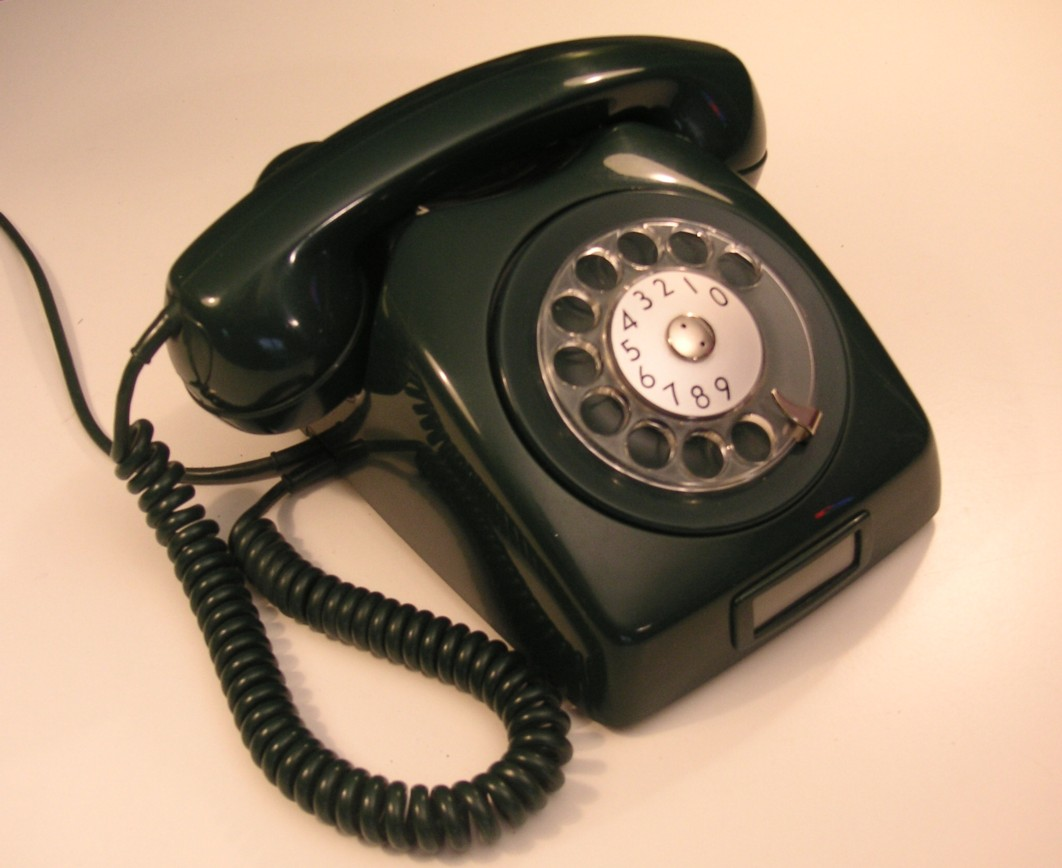
回転ダイヤル式電話機。エリクソン製「Dialog」。

回転ダイヤル式電話機は、電話番号を送出するダイヤル操作の機構に回転式円盤を用いた旧式の電話機のこと。
ダイヤル操作は、奥に数字が書かれた回転ダイヤルの穴に指を入れ、指止めまで右回りに回す。指を離すと回転ダイヤルが戻り、このときに電話番号1桁分のパルス列をアナログ電話回線に送出する。これを電話番号の桁数分繰り返して、自動電話交換機に電話番号を伝える。
日本では、1985年の端末機器自由化により減少し、2002年に製造中止となった。

## 問題点
ダイヤルパルスを使用している電話回線が劣化し、断線及び短絡しかかっている状態で、電話線が風に揺られるなどの物理的な刺激が加わると、チャタリングによってパルスが発生し、このパルスは電話交換機によって選択信号と誤認されることがある。この状態が続くと、いずれは実在する電話番号（特に、桁数の短い緊急通報用電話番号）を選択するダイヤルパルスが偶然発生し、電話を発信してしまう（送信先にとっては無言電話となる）。